# Vaggelīs Nikītopoulos
Vaggelīs Nikītopoulos (in greco Βαγγέλης Νικητόπουλος?; Atene, 1936 – Atene, 10 aprile 2025) è stato un cestista e allenatore di pallacanestro greco.

## Carriera

### Allenatore
Ha guidato la Grecia ai Campionati europei del 1975.

## Palmarès

### Giocatore
- Campionato greco: 4

AEK Atene: 1962-63, 1963-64, 1964-65, 1965-66